# Список эпизодов телесериала «Волшебники из Вэйверли Плэйс»
Ниже приведён список эпизодов и фильм оригинального кино канала Дисней «Волшебники из Вэйверли Плэйс».
Все серии вращаются вокруг борьбы Алекс Руссо (Селена Гомес) и её братьев Джастина (Дэвид Генри) и Макса (Джейк Т. Остин) за право стать единственным волшебником в своей семье.

## Обзор сезонов
| Сезон | Сезон      | Эпизоды    | Оригинальная дата выхода | Оригинальная дата выхода |
| Сезон | Сезон      | Эпизоды    | Премьера сезона          | Финал сезона             |
| ----- | ---------- | ---------- | ------------------------ | ------------------------ |
|       | 1          | 21         | 12 октября, 2007         | 31 августа 2008          |
|       | 2          | 30         | 12 сентября 2008         | 21 августа 2009          |
|       | Фильм      | Фильм      | 28 августа 2009          | 28 августа 2009          |
|       | 3          | 28         | 9 октября 2009           | 15 октября 2010          |
|       | 4          | 27         | 12 ноября 2010           | 6 января 2012            |
|       | Спецвыпуск | Спецвыпуск | 15 марта 2013            | 15 марта 2013            |

## Эпизоды

### Сезон 1: 2007—2008
| № общий | № в сезоне | Название                                                       | Режиссёр         | Автор сценария                              | Дата премьеры   | Произв. код | Зрители в США (млн) |
| ------- | ---------- | -------------------------------------------------------------- | ---------------- | ------------------------------------------- | --------------- | ----------- | ------------------- |
| 1       | 1          | «You Can't Always Get What You Carpet» «Ковёр-самолёт»         | Фред Сэвидж      | Тодд Дж. Гринуолд                           | 12 октября 2007 | 102         | 5.9                 |
| 2       | 2          | «First Kiss» «Первый поцелуй»                                  | Джо Регалбуто    | Винс Чунг & Бен Монтанио                    | 19 октября 2007 | 104         | 4.8                 |
| 3       | 3          | «I Almost Drowned in a Chocolate Fountain» «Шоколадный фонтан» | Джо Регалбуто    | Джиджи МакКрири & Перри Рейн                | 26 октября 2007 | 105         | 3.7                 |
| 4       | 4          | «New Employee» «Новый сотрудник»                               | Роберт Берлингер | Питер Муррьета                              | 2 ноября 2007   | 107         | N/A                 |
| 5       | 5          | «Disenchanted Evening» «Строгий папа»                          | Марк Цендровски  | Джек Сандерсон                              | 9 ноября 2007   | 114         | 4.6                 |
| 6       | 6          | «Crazy 10-Minute Sale» «Сумасшедшая десятиминутная распродажа» | Фред Савахе      | Питер Муррьета                              | 10 ноября 2007  | 101         | 4.0                 |
| 7       | 7          | «Alex's Choice» «Чаепитие»                                     | Роберт Берлингер | Мэтт Голдман                                | 16 ноября 2007  | 109         | N/A                 |
| 8       | 8          | «Curb Your Dragon» «Дракон в собачьей шкуре»                   | Роберт Берлингер | Джиджи МакКрири & Перри Рейн                | 30 ноября 2007  | 108         | N/A                 |
| 9       | 9          | «Movies» «Фильм»                                               | Марк Цендровски  | Джастин Варава                              | 14 декабря 2007 | 113         | N/A                 |
| 10      | 10         | «Pop Me and We Both Go Down» «Говорящий прыщ»                  | Роберт Берлингер | Винс Чунг & Бен Монтанио                    | 6 января 2008   | 103         | N/A                 |
| 11      | 11         | «Potion Commotion» «Зелье»                                     | Роберт Берлингер | Тодд Дж. Гринволд                           | 10 февраля 2008 | 110         | N/A                 |
| 12      | 12         | «Justin's Little Sister» «Младшая сестра»                      | Эндрю Тсао       | Еве Вестон                                  | 9 марта 2008    | 117         | N/A                 |
| 13      | 13         | «Wizard School Part 1'» «Волшебная школа, ч. 1»                | Марк Цендровски  | Винс Чунг & Бен Монтанио                    | 6 апреля 2008   | 111         | 3.7                 |
| 14      | 14         | «Wizard School Part 2» «Волшебная школа, ч. 2»                 | Марк Цендровски  | Джиджи МакКрири & Перри Рейн                | 6 апреля 2008   | 112         | 3.7                 |
| 15      | 15         | «The Supernatural» «Сверхъестественное»                        | Марк Цендровски  | Мэтт Голдман                                | 18 мая 2008     | 115         | N/A                 |
| 16      | 16         | «Alex in the Middle» «Выбор Алекс»                             | Роберт Берлингер | Мэтт Голдман                                | 15 июня 2008    | 106         | N/A                 |
| 17      | 17         | «Report Card» «Проверка»                                       | Эндрю Тсао       | Джиджи МакКрири & Перри Рейн Питер Муррьета | 29 июня 2008    | 118         | N/A                 |
| 18      | 18         | «Credit Check» «Показ Алекс»                                   | Фред Савахе      | Тодд Дж. Гринуолд                           | 6 июля 2008     | 121         | N/A                 |
| 19      | 19         | «Alex's Spring Fling» «МаникКен»                               | Виктор Гонсалес  | Мэтт Голдман                                | 20 июля 2008    | 119         | N/A                 |
| 20      | 20         | «Quinceañera» «Консиньера»                                     | Виктор Гонсалес  | Джиджи МакКрири & Перри Рейн                | 10 августа 2008 | 116         | 3.7                 |
| 21      | 21         | «Art Museum Piece» «Художественный музей»                      | Виктор Гонсалес  | Винс Чунг & Бен Монтанио                    | 31 августа 2008 | 120         | N/A                 |

### Сезон 2: 2008—2009
| № общий | № в сезоне | Название                                                    | Режиссёр         | Автор сценария                | Дата премьеры    | Произв. код | Зрители в США (млн) |
| ------- | ---------- | ----------------------------------------------------------- | ---------------- | ----------------------------- | ---------------- | ----------- | ------------------- |
| 22      | 1          | «Smarty Pants» «Умные штаны»                                | Виктор Гонсалес  | Тодд Дж. Гринуолд             | 12 сентября 2008 | 201         | 4.8                 |
| 23      | 2          | «Beware Wolf» «Осторожно, оборотень»                        | Виктор Гонсалес  | Винс Чунг и Бен Монтанио      | 21 сентября 2008 | 202         | 4.0                 |
| 24      | 3          | «Graphic Novel» «Графический роман»                         | Марк Цендровски  | Джиджи МакКрири и Перри Рейн  | 5 октября 2008   | 203         | 3.9                 |
| 25      | 4          | «Racing» «Гонки»                                            | Виктор Гонсалес  | Жюстин Бейтман                | 12 октября 2008  | 204         | 4.3                 |
| 26      | 5          | «Alex's Brother, Maximan» «Брат Алекс — Максимен»           | Виктор Гонсалес  | Мэтт Голдман                  | 19 октября 2008  | 205         | N/A                 |
| 27      | 6          | «Saving WizTech Part 1» «Случай в школе Волшебников, ч. 1»  | Роберт Берлингер | Питер Муррьета                | 26 октября 2008  | 208         | 4.5                 |
| 28      | 7          | «Saving WizTech Part 2» «Случай в школе Волшебников, ч. 2»  | Роберт Берлингер | Винс Чунг и Бен Монтанио      | 26 октября 2008  | 209         | 4.9                 |
| 29      | 8          | «Harper Knows» «Харпер знает»                               | Виктор Гонсалес  | Джиджи МакКрири и Перри Рейн  | 23 ноября 2008   | 206         | 4.6                 |
| 30      | 9          | «Taxi Dance» «Живое такси»                                  | Марк Цендровски  | Питер Муррьета                | 7 декабря 2008   | 207         | N/A                 |
| 31      | 10         | «Baby Cupid» «Купидон»                                      | Роберт Берлингер | Винс Чунг и Бен Монтанио      | 14 декабря 2008  | 210         | 4.1                 |
| 32      | 11         | «Make It Happen» «Выбор профессии»                          | Боб Коэр         | Джастин Варава                | 1 января 2009    | 211         | N/A                 |
| 33      | 12         | «Fairy Tale» «Сказка»                                       | Боб Коэр         | Джиджи МакКрири и Перри Рейн  | 25 января 2009   | 213         | N/A                 |
| 34      | 13         | «Fashion Week» «Неделя Моды в Нью-Йорке»                    | Виктор Гонсалес  | Тодд Дж. Гринуолд             | 15 февраля 2009  | 215         | 3.9                 |
| 35      | 14         | «Helping Hand» «Рука помощи»                                | Боб Коэр         | Джей Бакстер и Шон Закен      | 16 февраля 2009  | 217         | 4.5                 |
| 36      | 15         | «Art Teacher» «Уроки рисования»                             | Виктор Гонсалес  | Тодд Дж. Гринуолд             | 1 марта 2009     | 214         | 4.1                 |
| 37      | 16         | «Future Harper» «Гостья из будущего»                        | Боб Коэр         | Мэтт Голдман и Питер Муррьета | 15 марта 2009    | 212         | 4.1                 |
| 38      | 17         | «Alex Does Good» «Алекс делает добро»                       | Гай Дистад       | Винс Чунг и Бен Монтанио      | 5 апреля 2009    | 219         | 2.8                 |
| 39      | 18         | «Hugh's Not Normous» «Великаны»                             | Кен Цейзлер      | Джастин Варава                | 12 апреля 2009   | 216         | 3.2                 |
| 40      | 19         | «Don't Rain on Justin's Parade – Earth» «День профессий»    | Боб Коэр         | Ричард Гудман                 | 19 апреля 2009   | 227         | 3.7                 |
| 41      | 20         | «Family Game Night» «Обмен телами»                          | Боб Коэр         | Джиджи МакКрири и Перри Рейн  | 26 апреля 2009   | 218         | N/A                 |
| 42      | 21         | «Justin's New Girlfriend» «Немое кино»                      | Виктор Гонсалес  | Ричард Гудман                 | 2 мая 2009       | 221         | N/A                 |
| 43      | 22         | «My Tutor, Tutor» «Гувернантка»                             | Дэвид Делуиз     | Винс Чунг и Бен Монтанио      | 29 мая 2009      | 226         | N/A                 |
| 44      | 23         | «Paint By Committee» «Фреска»                               | Боб Коэр         | Питер Дирксен                 | 26 июня 2009     | 229         | 6.0                 |
| 45      | 24         | «Wizard for a Day» «Шляпа Мерлина»                          | Боб Коэр         | Джастин Варава                | 10 июля 2009     | 230         | N/A                 |
| 46      | 25         | «Cast-Away (To Another Show)» «На палубе»                   | Виктор Гонсалес  | Питер Муррьета                | 17 июля 2009     | 220         | 9.3                 |
| 47      | 26         | «Wizards vs. Vampires on Waverly Place» «Ромео и Джульетта» | Виктор Гонсалес  | Питер Муррьета                | 24 июля 2009     | 223         | 5.0                 |
| 48      | 27         | «Wizards vs. Vampires: Tasty Bites» «Здоровое питание»      | Марк Цендровски  | Джастин Варава                | 31 июля 2009     | 224         | 4.8                 |
| 49      | 28         | «Wizards vs. Vampires: Dream Date» «Первая любовь»          | Боб Коэр         | Джиджи МакКрири и Перри Рейн  | 7 августа 2009   | 225         | 5.0                 |
| 50      | 29         | «Wizards and Vampires vs. Zombies» «Антибал»                | Виктор Гонсалес  | Джиджи МакКрири и Перри Рейн  | 8 августа 2009   | 228         | N/A                 |
| 51      | 30         | «Retest» «Переэкзаменовка»                                  | Виктор Гонсалес  | Тодд Дж. Гринуолд             | 21 августа 2009  | 222         | 3.9                 |

### Фильм: 2009
| Название                                                                    | Режиссёр     | Автор сценария                       | Дата премьеры   | Зрители в США (млн) |
| --------------------------------------------------------------------------- | ------------ | ------------------------------------ | --------------- | ------------------- |
| «Wizards of Waverly Place: The Movie» «Волшебники из Вэйверли Плэйс в кино» | Лев Л. Спиро | Дэниел Берендсен и Тодд Дж. Гринуолд | 28 августа 2009 | 13.5                |

### Сезон 3: 2009—2010
- Среди приглашённых звёзд: Шон Уэйлен, Чотт Билл, Мойзес Ариас, Фред Уиллард, Бриджит Мендлер, Грегг Салкин, Остин Батлер, Хейли Кийоко, Белла Торн и Шакира.

| № общий | № в сезоне | Название                                                    | Режиссёр        | Автор сценария                                        | Дата премьеры    | Произв. код | Зрители в США (млн) |
| ------- | ---------- | ----------------------------------------------------------- | --------------- | ----------------------------------------------------- | ---------------- | ----------- | ------------------- |
| 52      | 1          | «Franken Girl» «Франкен крошка»                             | Боб Коэр        | Питер Муррьета                                        | 9 октября 2009   | 301         | 4.6                 |
| 53      | 2          | «Halloween» «Хэллоуин»                                      | Боб Коэр        | Тодд Дж. Гринуолд                                     | 16 октября 2009  | 302         | 4.5                 |
| 54      | 3          | «Monster Hunter» «Охота на монстров»                        | Боб Коэр        | Ричард Гудман                                         | 23 октября 2009  | 303         | 4.3                 |
| 55      | 4          | «Three Monsters» «Три монстра»                              | Виктор Гонсалес | Джастин Варава                                        | 30 октября 2009  | 304         | 4.4                 |
| 56      | 5          | «Night at the Lazerama» «Ночь Лазерама»                     | Виктор Гонсалес | Питер Муррьета                                        | 6 ноября 2009    | 306         | 4.7                 |
| 57      | 6          | «Doll House» «Кукольный домик»                              | Джин Сагал      | Винс Чунг и Бен Монтанио                              | 20 ноября 2009   | 305         | 4.1                 |
| 58      | 7          | «Marathoner Harper» «Марафонный помощник»                   | Виктор Гонсалес | Винс Чунг и Бен Монтанио                              | 4 декабря 2009   | 307         | 4.2                 |
| 59      | 8          | «Alex Charms a Boy» «Алекс привораживает парня»             | Боб Коэр        | Питер Муррьета                                        | 15 января 2010   | 313         | 3.9                 |
| 60      | 9          | «Wizards vs. Werewolves» «Волшебники против оборотней»      | Виктор Гонсалес | Винс Чунг и Бен Монтанио Джиджи МакКрири и Перри Рейн | 22 января 2010   | 314 315     | 6.2                 |
| 61      | 10         | «Positive Alex» «Позитивная Алекс»                          | Виктор Гонсалес | Джиджи МакКрири и Перри Рейн                          | 26 февраля 2010  | 308         | 3.6                 |
| 62      | 11         | «Detention Election» «Джастин в центре внимания»            | Боб Коэр        | Джиджи МакКрири и Перри Рейн                          | 19 марта 2010    | 309         | 3.3                 |
| 63      | 12         | «Dude Looks Like Shakira» «Дядя Кэлбо как Шакира»           | Виктор Гонсалес | Питер Муррьета                                        | 16 апреля 2010   | 317         | 3.5                 |
| 64      | 13         | «Eat to the Beat» «Ешьте, чтобы биться»                     | Гай Дистад      | Ричард Гудман                                         | 30 апреля 2010   | 310         | 3.3                 |
| 65      | 14         | «Third Wheel» «Третье колесо»                               | Робби Кантримен | Джастин Варава                                        | 30 апреля 2010   | 311         | 3.6                 |
| 66      | 15         | «The Good, the Bad, and the Alex» «Хорошая, плохая и Алекс» | Виктор Гонсалес | Тодд Дж. Гринуолд                                     | 7 мая 2010       | 312         | 3.5                 |
| 67      | 16         | «Western Show» «Представление дикого запада»                | Боб Коэр        | Джастин Варава                                        | 14 мая 2010      | 316         | 3.5                 |
| 68      | 17         | «Alex's Logo» «Логотип Алекс»                               | Дэвид Делуиз    | Дэвид Генри                                           | 21 мая 2010      | 318         | 3.7                 |
| 69      | 18         | «Dad's Buggin' Out» «Папа сбегает»                          | Гай Дистад      | Тодд Дж. Гринуолд                                     | 4 июня 2010      | 319         | 3.4                 |
| 70      | 19         | «Max's Secret Girlfriend» «Тайная девушка Макса»            | Боб Коэр        | Джиджи МакКрири и Перри Рейн                          | 11 июня 2010     | 321         | 3.2                 |
| 71      | 20         | «Alex Russo, Matchmaker?» «Алекс Руссо — сводница?»         | Дэвид Делуиз    | Винс Чунг и Бен Монтанио                              | 2 июля 2010      | 322         | 3.3                 |
| 72      | 21         | «Delinquent Justin» «Правонарушитель Джастин»               | Мэри Лу Белли   | Джастин Варава                                        | 16 июля 2010     | 323         | 3.6                 |
| 73      | 22         | «Captain Jim Bob Sherwood» «Капитан Джим Боб Шервуд»        | Джин Сагал      | Ричард Гудман                                         | 23 июля 2010     | 320         | 3.6                 |
| 74      | 23         | «Wizards vs. Finkles» «Волшебники против Финклов»           | Виктор Гонсалес | Питер Дирксен                                         | 30 июля 2010     | 325         | 3.7                 |
| 75      | 24         | «All About You-Niverse» «Все про Алексленную»               | Боб Коэр        | Маркус Александр Харт                                 | 20 августа 2010  | 326         | 3.7                 |
| 76      | 25         | «Uncle Ernesto» «Дядя Эрнесто»                              | Боб Коэр        | Тодд Дж. Гринуолд                                     | 27 августа 2010  | 327         | 3.4                 |
| 77      | 26         | «Moving On» «Оставить прошлое позади»                       | Робби Кантримен | Питер Муррьета                                        | 10 сентября 2010 | 324         | 4.5                 |
| 78      | 27         | «Wizards Unleashed» «Волшебники на воле»                    | Виктор Гонсалес | Винс Чунг и Бен Монтанио Джастин Варава               | 1 октября 2010   | 328 329     | 4.8                 |
| 79      | 28         | «Wizards Exposed» «Волшебники разоблачены»                  | Боб Коэр        | Ричард Гудман                                         | 15 октября 2010  | 330         | 4.3                 |

### Сезон 4: 2010—2012
- Этот сезон состоит из 27 серий.

| № общий | № в сезоне | Название                                                          | Режиссёр           | Автор сценария                             | Дата премьеры    | Произв. код | Зрители в США (млн) |
| --- | ---------- | ----------------------------------------------------------------- | ------------------ | ------------------------------------------ | ---------------- | ----------- | ------------------- |
| 80 | 1          | «Alex Tells the World» «Алекс говорит миру»                       | Виктор Гонсалес    | Джиджи МакКрири и Перри Рейн               | 12 ноября 2010   | 401         | 4.1                 |
| Руссо и Мейсон, наконец, сделать вернулись домой, но их волшебной силы нет. В то время как семья хочет держать все в тайне, Алекс считает, что они должны принять меры, она собирает пресс-конференцию с журналистами и рассказывает им, что группа волшебников в настоящее время в плену у правительства. Появляется профессор Крамбс и говорит ей, что все, что произошло, было, испытание, которое она с треском провалила, и вызывает её в суд за разоблачение волшебства в мире людей. Джастин также примет участие в судебном процессе, потому что он разоблачает магию Агенту Лэмвуду, который был фантазией профессора Крамбса. Судьи признали Алекс и Джастина виновным, и профессор Крамбс сообщает им, что в наказание, они должны быть понижены до первого уровня в семейном состязании, отставая от Макса на два уровня. |            |                                                                   |                    |                                            |                  |             |                     |
| 81 | 2          | «Alex Gives Up» «Алекс сдаётся»                                   | Виктор Гонсалес    | Тодд Дж. Гринуолд                          | 27 ноября 2010   | 402         | N/A                 |
| 82 | 3          | «Lucky Charmed» «Удачливая ведьма»                                | Виктор Гонсалес    | Джастин Варава                             | 10 декабря 2010  | 403         | 3.0                 |
| 83 | 4          | «Journey to the Center of Mason» «Путешествие в желудок Мейсона»  | Робби Кантримен    | Питер Дирксен                              | 17 декабря 2010  | 404         | N/A                 |
| 84 | 5          | «Three Maxes and a Little Lady» «Три Макса и маленькая девочка»   | Виктор Гонсалес    | Ричард Гудман                              | 7 января 2011    | 405         | 4.0                 |
| 85 | 6          | «Daddy's Little Girl» «Папина дочка»                              | Робби Кантримен    | Джиджи МакКрири и Перри Рейн               | 21 января 2011   | 406         | 3.4                 |
| 86 | 7          | «Everything's Rosie for Justin» «Все в Рози для Джастина»         | Виктор Гонсалес    | Джастин Варава                             | 4 февраля 2011   | 407         | 3.9                 |
| 87 | 8          | «Dancing with Angels» «Танцы с ангелами»                          | Виктор Гонсалес    | Ричард Гудман                              | 11 февраля 2011  | 408         | 4.5                 |
| 88 | 9          | «Wizards vs. Angels» «Волшебники против ангелов»                  | Виктор Гонсалес    | Винс Чунг и Бен Монтанио                   | 18 февраля 2011  | 409 410     | 5.1                 |
| 89 | 10         | «Back To Max» «Обратно к Максу»                                   | Гай Дистад         | Тодд Дж. Гринуолд                          | 11 марта 2011    | 411         | 3.7                 |
| 90 | 11         | «Zeke Finds Out» «Зик узнаёт»                                     | Дэвид Делуиз       | Питер Дирксен                              | 8 апреля 2011    | 412         | 3.0                 |
| 91 | 12         | «Magic Unmasked» «Разоблачённая магия»                            | Дэвид Делуиз       | Джастин Варава                             | 13 мая 2011      | 413         | 2.7                 |
| 92 | 13         | «Meet the Werewolves» «Встречайте оборотней»                      | Виктор Гонсалес    | Дэвид Генри                                | 17 июня 2011     | 415         | 4.0                 |
| 93 | 14         | «Beast Tamer» «Укротитель животного»                              | Виктор Гонсалес    | Джиджи МакКрири и Перри Рейн               | 24 июня 2011     | 416         | 4.0                 |
| 94 | 15         | «Wizard of the Year» «Волшебник года»                             | Виктор Гонсалес    | Ричард Гудман                              | 8 июля 2011      | 417         | 3.6                 |
| 95 | 16         | «Misfortune at the Beach» «Неудача на пляже»                      | Джоди Марголин Хан | Винс Чунг и Бен Монтанио                   | 24 июля 2011     | 420         | 3.5                 |
| 96 | 17         | «Wizards vs. Asteroid» «Волшебники против астероида»              | Виктор Гонсалес    | Питер Дирксен                              | 19 августа 2011  | 418         | 3.6                 |
| 97 | 18         | «Justin's Back In» «Джастин возвращается»                         | Гай Дистад         | Тодд Дж. Гринуолд                          | 26 августа 2011  | 419         | 3.2                 |
| 98 | 19         | «Alex the Puppetmaster» «Кукольник Алекс»                         | Виктор Гонсалес    | Джиджи МакКрири и Перри Рейн               | 16 сентября 2011 | 421         | 3.0                 |
| 99 | 20         | «My Two Harpers» «Мои две Харпер»                                 | Виктор Гонсалес    | Мэнни Базаниз                              | 30 сентября 2011 | 422         | 3.0                 |
| 100 | 21         | «Wizards of Apartment 13B» «Волшебники из квартиры 13Б»           | Гай Дистад         | Джастин Варава                             | 7 октября 2011   | 423         | 3.5                 |
| 101 | 22         | «Ghost Roommate» «Призрачный сосед»                               | Дэвид Делуиз       | Ричард Гудман                              | 14 октября 2011  | 424         | 4.1                 |
| 102 | 23         | «Get Along, Little Zombie» «Ступайте, маленький зомби»            | Виктор Гонсалес    | Питер Дирксен                              | 21 октября 2011  | 425         | 3.4                 |
| 103 | 24         | «Wizards vs. Everything» «Волшебники против всего»                | Виктор Гонсалес    | Джиджи МакКрири и Перри Рейн               | 28 октября 2011  | 426         | 3.4                 |
| 104 | 25         | «Rock Around the Clock» «Рок-н-ролл круглые сутки»                | Гай Дистад         | Роберт Боесел                              | 4 ноября 2011    | 414         | 3.8                 |
| 105 | 26         | «Harperella» «Харперелла»                                         | Виктор Гонсалес    | Ричард Гудман и Джастин Варава             | 18 ноября 2011   | 427         | 3.5                 |
| 106 | 27         | «Who Will Be the Family Wizard» «Кто будет семейным волшебником?» | Виктор Гонсалес    | Винс Чунг и Бен Монтанио Тодд Дж. Гринуолд | 6 января 2012    | 428 429     | 9.8                 |

### Спецвыпуск: 2013
| Название                                                                          | Режиссёр        | Автор сценария                             | Дата премьеры | Зрители в США (млн) |
| --------------------------------------------------------------------------------- | --------------- | ------------------------------------------ | ------------- | ------------------- |
| «The Wizards Return: Alex vs. Alex» «Возвращение волшебников: Алекс против Алекс» | Виктор Гонсалес | Винс Чунг, Бен Монтанио и Дэниел Берендсен | 15 марта 2013 | 13.5                |